# Голубой поток

Существующие и планируемые российские газопроводы в Европу

«Голубо́й пото́к» (англ. Blue Stream) — газопровод между Россией и Турцией, проложенный по дну Чёрного моря с российского черноморского побережья на азиатскую территорию черноморского побережья Турции.
Общая протяжённость газопровода — 1213 км, из них:
- сухопутный участок на российской стороне от города Изобильный Ставропольского края до села Архипо-Осиповка Краснодарского края на побережье Чёрного моря длиной 373 км;
- морской участок от Архипо-Осиповки до терминала «Дурусу», расположенного в 60 км от города Самсун (Турция) длиной 396 км;
- сухопутный участок на турецкой стороне от города Самсун до города Анкара длиной 444 км.

Диаметр трубы газопровода: равнинная часть сухопутного участка — 1400 мм, горная часть сухопутного участка — 1200 мм, морской участок — 610 мм.

## Строительство
Трубопровод «Голубой поток» был построен в рамках российско-турецкого соглашения от 1997 года, по которому Россия должна поставить в Турцию 364,5 млрд м³ газа в 2000—2025 годах. В 1999 году был подписан Протокол о взаимном применении сторонами льготного налогового режима к проекту «Голубой поток». Сооружение морского участка «Голубого потока» длиной 396 км началось в сентябре 2001 года и полностью завершилось в мае 2002 года.
30 декабря 2002 года газопровод «Голубой поток» был сдан в эксплуатацию. Промышленные поставки газа по газопроводу начались в феврале 2003 года. Затраты на строительство составили $3,2 млрд. Строительство осуществлялось российско-итальянской компанией «Блю стрим пайплайн компани Б. В.», которой в равных долях владели «Газпром» и итальянская Eni. Сейчас эта компания выступает владельцем морского участка газопровода, включая компрессорную станцию «Береговая» в Архипо-Осиповке (одну из самых мощных в мире).
Контракт на поставку газа с турецкой стороной был составлен по принципу «Бери или плати» (в случае невыбора запланированных объёмов поставок Турция должна была оплатить весь запланированный объём).
Планировалось, что в 2010 газопровод выйдет на полную мощность (16 млрд м³ газа в год). В октябре 2014 года было принято решение об увеличении мощности газопровода до 19 млрд м³ газа в год за счёт модернизации компрессорной станции «Береговая» и приёмного терминала «Дурусу». В 2015 году появилась информация, что мощность газопровода будет увеличена только на 1 млрд м³ в год (до 17 млрд м³ газа в год). О реализации проекта не сообщалось.
В 2021 году мощность газопровода составила 47,355 млн куб. м в сутки, что эквивалентно примерно 17 млрд. куб. м и может служить подтверждением реализации проекта.
Рассматривались планы строительства продолжения газопровода в Израиль, Италию, а также расширения мощности «трубы» в 2 раза — до 32 млрд м³ в год.

### Расширение трубопровода
1 декабря 2014 года, в ходе государственного визита в Турцию президента России В. В. Путина, между российской корпорацией «Газпром» и турецкой корпорацией Botas Petroleum Pipeline Corporation был подписан меморандум о взаимопонимании по строительству морского газопровода через Чёрное море в направлении Турции. Отправной точкой этого нового газопровода в Турцию должна стать компрессорная станция «Русская», строительство которой идёт в Краснодарском крае по проекту газопровода «Южный поток». Пропускная способность нового газопровода составит 63 млрд м³ газа в год. Из этого объёма, 14 млрд м³ будут получать турецкие потребители (сейчас этот объём поставляется по трансбалканскому газопроводу в Турцию), а остальной объём — около 50 млрд м³ будет доставляться на границу Турции и Греции, где будет организована точка сдачи. Предполагается, что формально «Газпром» не будет участвовать в дальнейшем строительстве газопровода от «точки сдачи», а продолжение газопровода будут строить европейские компании в каждой заинтересованной стране по отдельности (по примерному маршруту «Южного потока» — по территории Греции, по территориям стран Балканского полуострова, в Италии, в Венгрии и в Австрии) — тем самым формально будут соблюдены требования Третьего энергопакета, принятого Еврокомиссией.

## Эксплуатация

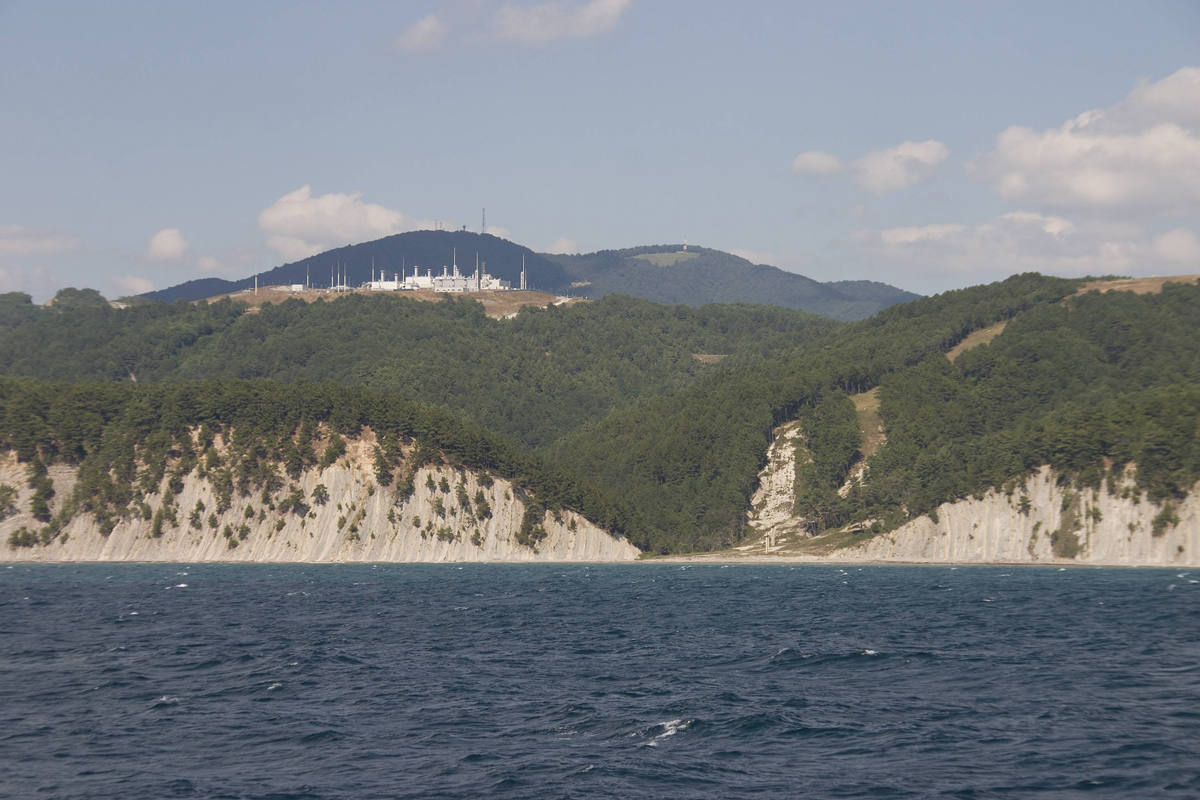
Компрессорная станция «Береговая», вид с моря. Видна просека, в которой находится закопанный газопровод.

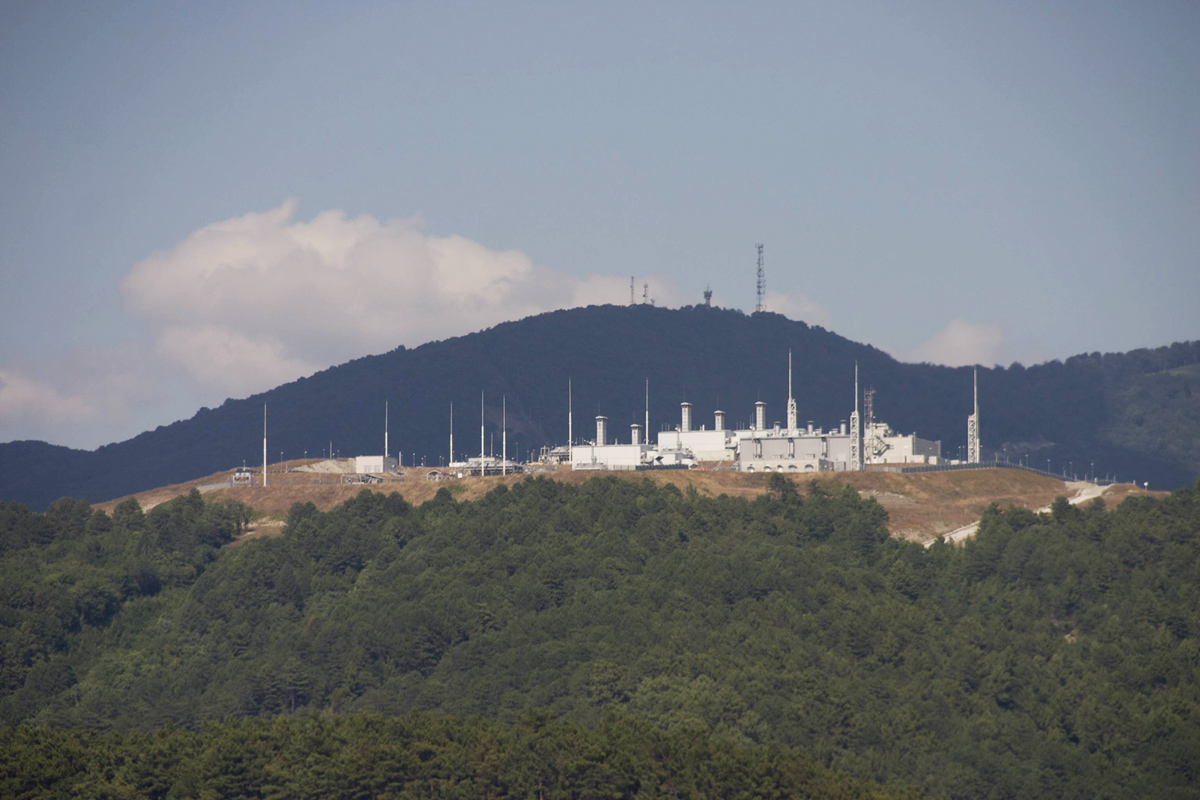
Компрессорная станция «Береговая».

Операторами «Голубого потока» являются «Газпром экспорт» и турецкая Botaş.
Коммерческие поставки российского природного газа по «Голубому потоку» в Турцию начались в феврале 2003 года.
Пропускная способность первой очереди составляет 16 млрд м³.
В соответствии с контрактом Россия в 2003 году должна была поставить в Турцию 2 млрд м³ газа, в 2004 году — 4 млрд м³, и далее до 2010 года поставки должны были увеличиваться на 2 млрд м³ ежегодно — до 16 млрд м³ газа в год.
В 2003 по «Голубому потоку» в Турцию поставлено 2 млрд м³ газа, 2004 — 3,2 млрд м³, 2005 — 5 млрд м³, 2006 — 7,5 млрд м³, 2007 — 9,5 млрд м³, 2008 — 10,1 млрд м³, 2010 — 12 млрд м³, при этом в 2010 году поставки по западному маршруту, согласно контракту 1986 года составили 6 млрд м³. В 2013 году по «Голубому потоку» было подано 13,7 млрд м³ газа, что больше половины общего объёма экспорта «Газпрома» в Турцию, который в 2013 году составил 26,7 млрд м³ газа.
В отдельные периоды суточные объёмы, поставляемые по газопроводу «Голубой поток», соответствуют уровню его проектной мощности. Это связано с тем, что Турция сталкивается с невыполнением обязательств по поставкам со стороны Ирана, и «Газпром», идя навстречу турецким коллегам, компенсирует эти недопоставки.
| Поставки в Турцию      | 2003 | 2004 | 2005 | 2006 | 2007 | 2008 | 2009 | 2010 | 2011 | 2012 | 2013 |  |
| ---------------------- | ---- | ---- | ---- | ---- | ---- | ---- | ---- | ---- | ---- | ---- | ---- |  |
| Всего, млрд м³         |      |      |      | 19,9 | 23,4 | 23,8 | 20   | 18   | 26   | 27   | 26,7 |  |
| Голубой поток, млрд м³ | 2,0  | 3,2  | 5,0  | 7,5  | 9,5  | 10,1 | 9,8  | 12,0 | 14,0 | 14,7 | 13,7 |  |

| Поставки в Турцию      | 2017 | 2020 | 2021 |
| ---------------------- | ---- | ---- | ---- |
| Всего, млрд м³         | 29   |      |      |
| Голубой поток, млрд м³ | 15,8 | 8,8  | 16,0 |